# Піщаний (Рубцовський район)
Піща́ний (рос. Песчаный) — селище у складі Рубцовського району Алтайського краю, Росія. Входить до складу Куйбишевської сільської ради.

## Населення
Населення — 4 особи (2010; 4 у 2002).
Національний склад (станом на 2002 рік):
- росіяни — 100 %